# Four in a Cage
Four in a Cage ist eine 2005 gegründete vierköpfige Thrash-Metal-/Metalcore-Band aus Neunkirchen, Niederösterreich. Die Gruppe besteht aus Patrick Wagner (Gitarre, Gesang), Helmut Macheiner (Leadgitarre, Begleitgesang), Stefan Ebersberger (Bass, Begleitgesang) und Markus Berner (Schlagzeug).

## Geschichte
Four in a Cage haben sich 2005 zusammengefunden, um anfangs Songs von Metallica zu covern. Anfang 2007 kreierte man einen eigenen Stil und bediente sich dabei u. a. bei Hardcore, Death Metal und Thrash Metal. Einige Songs erinnern zwar an Bands wie Trivium, Metallica oder auch As I Lay Dying und Killswitch Engage, man war aber immer darauf bedacht, sein „eigenes Ding zu machen“.
Nach einem Besetzungswechsel hatte man 2010 das richtige Lineup gefunden und fing gezielt an, Songs zu schreiben. Höhepunkt der bisherigen Karriere war der Gewinn des Bandcontests Metalchamp 2011 in der ausverkauften „Szene Wien“, welcher der Band Auftritte auf etablierten Festivals wie dem Metalfest Austria und dem Metalcamp in Slowenien einbrachte.
Durch den Gewinn des Bandcontests Metalchamp 2011 konnte die Gruppe einen Plattendeal mit dem Wiener Label Terrasound Records gewinnen. Ende 2011 wurde der erste Longplayer My Last Path im Wiener Udio Media Studio aufgenommen, der im April 2012 veröffentlicht wurde. Gute Kritiken dafür gab es in Magazinen wie dem Rock Hard oder vom Legacy.
Bassist Stefan Ebersberger wird mittels eines Endorsements des Bassgitarrenherstellers Warwick unterstützt.

## Diskografie
- 2012: My Last Path (Terrasound Records)